# Pływanie na Letnich Igrzyskach Olimpijskich 1952 – 100 m stylem dowolnym mężczyzn
100 m stylem dowolnym mężczyzn – jedna z konkurencji pływackich rozgrywanych podczas XV Igrzysk Olimpijskich w Helsinkach. Eliminacje i półfinały odbyły się 26 lipca, a finał 27 lipca 1952 roku.
W finale, po pierwszych 25 m prowadził Szwed Göran Larsson, ale to Amerykanin Clarke Scholes pierwszy wykonał nawrót. Scholes pozostał na pierwszym miejscu do końca wyścigu, uzyskując czas 57,4 s. Wicemistrzem olimpijskim został Hiroshi Suzuki z Japonii, który rywalizację również zakończył z czasem 57,4 s, ale sędziowie zdecydowali o przyznaniu złota Scholesowi. Brązowy medal zdobył Larsson (58,2).
Wcześniej, w pierwszym z półfinałów, Scholes ustanowił nowy rekord olimpijski (57,1).

## Rekordy
Przed zawodami rekord świata i rekord olimpijski wyglądały następująco:
| Rekord            | Zawodnik   | Czas | Miejsce   | Data            |       |
| ----------------- | ---------- | ---- | --------- | --------------- | ----- |
| Rekord świata     | Alan Ford  | 55,4 | New Haven | 29 czerwca 1948 | [ 1 ] |
| Rekord olimpijski | Walter Ris | 57,3 | Londyn    | 31 lipca 1948   | [ 2 ] |

W trakcie zawodów ustanowiono następujące rekordy:
| Data     | Etap konkurencji | Zawodnik       | Czas | Rekord |
| -------- | ---------------- | -------------- | ---- | ------ |
| 26 lipca | półfinał 1       | Clarke Scholes | 57,1 | OR     |

## Wyniki

### Eliminacje
Do półfinałów zakwalifikowało się 24 pływaków z najlepszymi czasami.

#### Wyścig eliminacyjny 1
| Miejsce | Zawodnik            | Państwo   | Czas   | Uwagi |
| ------- | ------------------- | --------- | ------ | ----- |
| 1.      | Yoshihiro Hamaguchi | Japonia   | 58,0   | Q     |
| 2.      | Aldo Eminente       | Francja   | 58,2   | Q     |
| 3.      | Iosif Novac         | Rumunia   | 1:00,5 |       |
| 4.      | René Muñiz          | Meksyk    | 1:00,5 |       |
| 5.      | Leo Telivuo         | Finlandia | 1:02,0 |       |
| 6.      | Ricardo Conde       | Hiszpania | 1:02,6 |       |
| 7.      | Nahum Buch          | Izrael    | 1:05,6 |       |

#### Wyścig eliminacyjny 2
| Miejsce | Zawodnik       | Państwo         | Czas   | Uwagi |
| ------- | -------------- | --------------- | ------ | ----- |
| 1.      | Ronald Roberts | Wielka Brytania | 59,5   | Q     |
| 2.      | Olle Johansson | Szwecja         | 1:00,5 |       |
| 3.      | Neo Chwee Kok  | Singapur        | 1:00,6 |       |
| 4.      | Frank O’Neill  | Australia       | 1:00,6 |       |
| 5.      | Sonny Monteiro | Hongkong        | 1:03,1 |       |
| 6.      | Robert Cook    | Bermudy         | 1:04,1 |       |

#### Wyścig eliminacyjny 3
| Miejsce | Zawodnik        | Państwo           | Czas   | Uwagi |
| ------- | --------------- | ----------------- | ------ | ----- |
| 1.      | Rex Aubrey      | Australia         | 58,2   | Q     |
| 2.      | Alex Jany       | Francja           | 58,9   | Q     |
| 3.      | Lew Bałandin    | ZSRR              | 58,9   | Q     |
| 4.      | John Durr       | Południowa Afryka | 1:00,0 | Q     |
| 5.      | Cheung Kin Man  | Hongkong          | 1:00,3 | Q     |
| 6.      | Hernán Avilés   | Chile             | 1:02,8 |       |
| 7.      | Walter Bardgett | Bermudy           | 1:04,4 |       |

#### Wyścig eliminacyjny 4
| Miejsce | Zawodnik         | Państwo           | Czas   | Uwagi |
| ------- | ---------------- | ----------------- | ------ | ----- |
| 1.      | Dick Cleveland   | Stany Zjednoczone | 57,8   | Q     |
| 2.      | Hiroshi Suzuki   | Japonia           | 58,0   | Q     |
| 3.      | Carlo Pedersoli  | Włochy            | 58,8   | Q     |
| 4.      | Federico Zwanck  | Argentyna         | 1:01,2 |       |
| 5.      | Haroldo Lara     | Brazylia          | 1:01,2 |       |
| 6.      | Fernando Madeira | Portugalia        | 1:02,6 |       |
| 7.      | Isaac Monsoor    | Indie             | 1:10,8 |       |

#### Wyścig eliminacyjny 5
| Miejsce | Zawodnik             | Państwo           | Czas   | Uwagi |
| ------- | -------------------- | ----------------- | ------ | ----- |
| 1.      | Ronald Gora          | Stany Zjednoczone | 58,0   | Q     |
| 2.      | György Ipacs         | Węgry             | 59,1   | Q     |
| 3.      | Juan Lanz            | Meksyk            | 1:00,9 |       |
| 4.      | Michel Vandamme      | Francja           | 1:00,9 |       |
| 5.      | Pentti Ikonen        | Finlandia         | 1:01,1 |       |
| 6.      | Oscar Saiz           | Wenezuela         | 1:01,7 |       |
| 7.      | Abdel Aziz El-Shafei | Królestwo Egiptu  | 1:02,0 |       |

#### Wyścig eliminacyjny 6
| Miejsce | Zawodnik         | Państwo            | Czas   | Uwagi |
| ------- | ---------------- | ------------------ | ------ | ----- |
| 1.      | Göran Larsson    | Szwecja            | 57,5   | Q     |
| 2.      | Clarke Scholes   | Stany Zjednoczone  | 58,3   | Q     |
| 3.      | Nicasio Silverio | Kuba               | 1:00,0 | Q     |
| 4.      | Roberto Queralt  | Hiszpania          | 1:01,6 |       |
| 5.      | Aram Boghossian  | Brazylia           | 1:02,0 |       |
| 6.      | Mauno Valkeinen  | Finlandia          | 1:02,5 |       |
| 7.      | Nguyễn Văn Phan  | Wietnam Południowy | 1:05,0 |       |

#### Wyścig eliminacyjny 7
| Miejsce | Zawodnik          | Państwo          | Czas   | Uwagi |
| ------- | ----------------- | ---------------- | ------ | ----- |
| 1.      | Jack Wardrop      | Wielka Brytania  | 58,9   | Q     |
| 2.      | Lucien Beaumont   | Kanada           | 1:00,4 | Q     |
| 3.      | Alberto Isaac     | Meksyk           | 1:01,4 |       |
| 4.      | Marcello Trabucco | Argentyna        | 1:01,5 |       |
| 5.      | Dorri El-Said     | Królestwo Egiptu | 1:02,3 |       |
| 6.      | Guilherme Patroni | Portugalia       | 1:03,7 |       |
| 7.      | Michel Currat     | Szwajcaria       | 1:07,2 |       |

#### Wyścig eliminacyjny 8
| Miejsce | Zawodnik          | Państwo           | Czas   | Uwagi |
| ------- | ----------------- | ----------------- | ------ | ----- |
| 1.      | Tōru Gotō         | Japonia           | 58,3   | Q     |
| 2.      | Joris Tjebbes     | Holandia          | 59,1   | Q     |
| 3.      | Endel Edasi       | ZSRR              | 1:00,1 | Q     |
| 4.      | Dennis Ford       | Południowa Afryka | 1:01,3 |       |
| 5.      | Per Olsen         | Norwegia          | 1:02,1 |       |
| 6.      | Alfonso Buonocore | Włochy            | 1:02,3 |       |
| 7.      | Geoffrey Marks    | Cejlon            | 1:04,1 |       |

#### Wyścig eliminacyjny 9
| Miejsce | Zawodnik             | Państwo         | Czas   | Uwagi |
| ------- | -------------------- | --------------- | ------ | ----- |
| 1.      | Géza Kádas           | Węgry           | 58,4   | Q     |
| 2.      | Thomas Welsh         | Wielka Brytania | 59,5   | Q     |
| 3.      | Władimir Skomarowski | ZSRR            | 1:00,0 | Q     |
| 4.      | Peter Salmon         | Kanada          | 1:01,0 |       |
| 5.      | Lars Svantesson      | Szwecja         | 1:01,4 |       |
| 6.      | José Valdes          | Gwatemala       | 1:04,5 |       |

### Półfinały

#### Półfinał 1
| Miejsce | Zawodnik            | Państwo           | Czas | Uwagi |
| ------- | ------------------- | ----------------- | ---- | ----- |
| 1.      | Clarke Scholes      | Stany Zjednoczone | 57,1 | Q,    |
| 2.      | Göran Larsson       | Szwecja           | 57,8 | Q     |
| 3.      | Yoshihiro Hamaguchi | Japonia           | 58,3 | QSO   |
| 4.      | Aldo Eminente       | Francja           | 58,3 | QSO   |
| 5.      | Carlo Pedersoli     | Włochy            | 58,9 |       |
| 6.      | Jack Wardrop        | Wielka Brytania   | 59,4 |       |
| 7.      | Endel Edasi         | ZSRR              | 59,8 |       |
| 8.      | Nicasio Silverio    | Kuba              | 59,9 |       |

#### Półfinał 2
| Miejsce | Zawodnik       | Państwo           | Czas   | Uwagi |
| ------- | -------------- | ----------------- | ------ | ----- |
| 1.      | Géza Kádas     | Węgry             | 57,8   | Q     |
| 2.      | Hiroshi Suzuki | Japonia           | 58,0   | Q     |
| 3.      | Dick Cleveland | Stany Zjednoczone | 58,6   |       |
| 4.      | Lew Bałandin   | ZSRR              | 58,8   |       |
| 5.      | Joris Tjebbes  | Holandia          | 59,8   |       |
| 6.      | John Durr      | Południowa Afryka | 1:00,2 |       |
| 7.      | Thomas Welsh   | Wielka Brytania   | 1:00,3 |       |
| 8.      | Cheung Kin Man | Hongkong          | 1:00,9 |       |

#### Półfinał 3
| Miejsce | Zawodnik             | Państwo           | Czas   | Uwagi |
| ------- | -------------------- | ----------------- | ------ | ----- |
| 1.      | Ronald Gora          | Stany Zjednoczone | 57,7   | Q     |
| 2.      | Rex Aubrey           | Australia         | 57,8   | Q     |
| 3.      | Tōru Gotō            | Japonia           | 58,3   | QSO   |
| 4.      | Alex Jany            | Francja           | 58,9   |       |
| 5.      | Lucien Beaumont      | Kanada            | 59,3   |       |
| 6.      | György Ipacs         | Węgry             | 59,4   |       |
| 7.      | Ronald Roberts       | Wielka Brytania   | 59,5   |       |
| 8.      | Władimir Skomarowski | ZSRR              | 1:01,1 |       |

#### Dogrywka (swim-off)
Do finału zakwalifikowało się dwóch zawodników z najlepszymi czasami.
| Miejsce | Zawodnik            | Państwo | Czas | Uwagi |
| ------- | ------------------- | ------- | ---- | ----- |
| 1.      | Tōru Gotō           | Japonia | 58,5 | Q     |
| 2.      | Aldo Eminente       | Francja | 58,8 | Q     |
| 3.      | Yoshihiro Hamaguchi | Japonia | 59,1 |       |

### Finał
| Miejsce | Zawodnik       | Państwo           | Czas | Uwagi |
| ------- | -------------- | ----------------- | ---- | ----- |
| 1. !    | Clarke Scholes | Stany Zjednoczone | 57,4 |       |
| 2. !    | Hiroshi Suzuki | Japonia           | 57,4 |       |
| 3. !    | Göran Larsson  | Szwecja           | 58,2 |       |
| 4.      | Tōru Gotō      | Japonia           | 58,5 |       |
| 5.      | Géza Kádas     | Węgry             | 58,6 |       |
| 6.      | Rex Aubrey     | Australia         | 58,7 |       |
| 7.      | Aldo Eminente  | Francja           | 58,7 |       |
| 8.      | Ronald Gora    | Stany Zjednoczone | 58,8 |       |